# Scophthalmidae

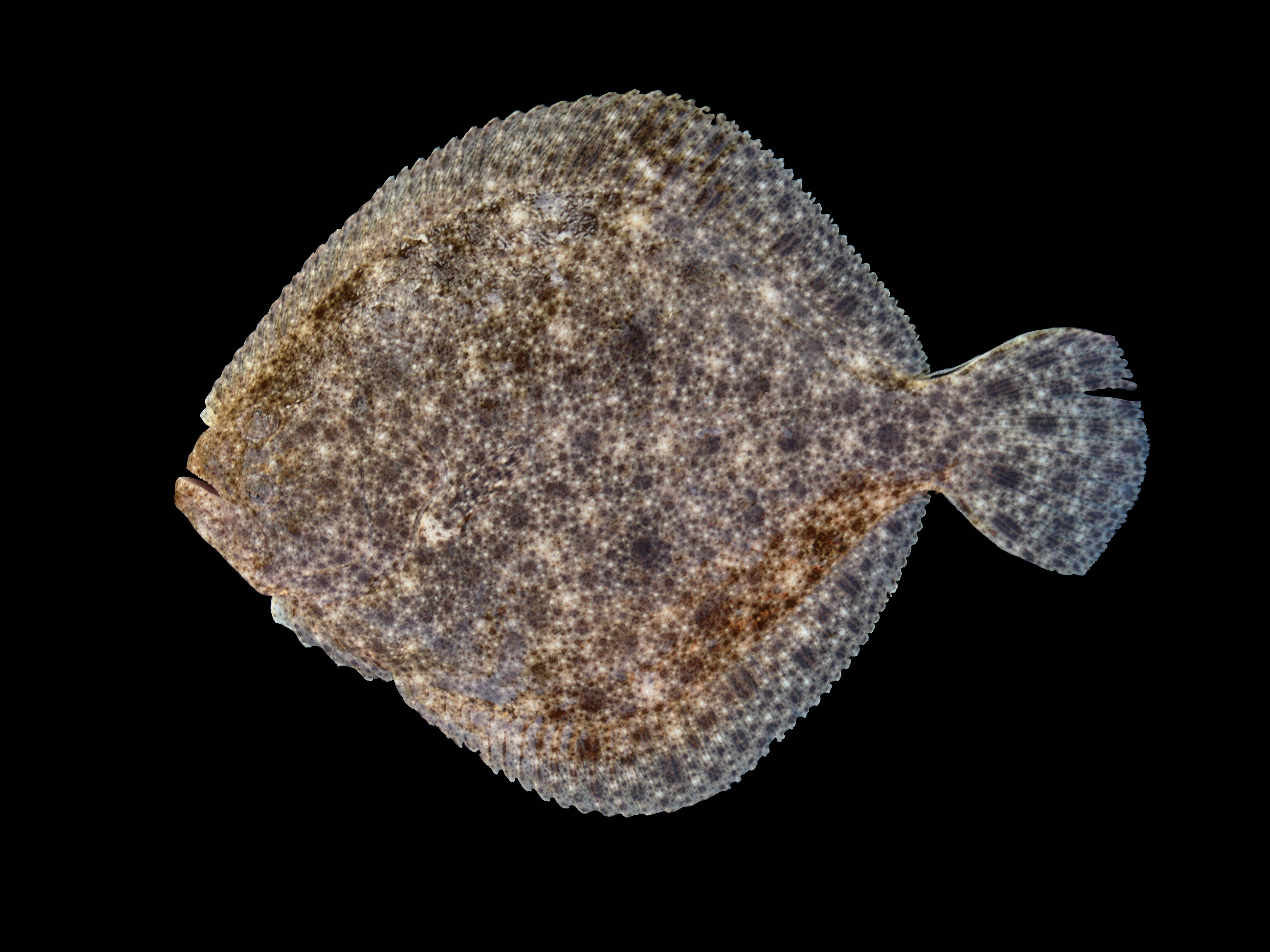
Scophthalmus maximus

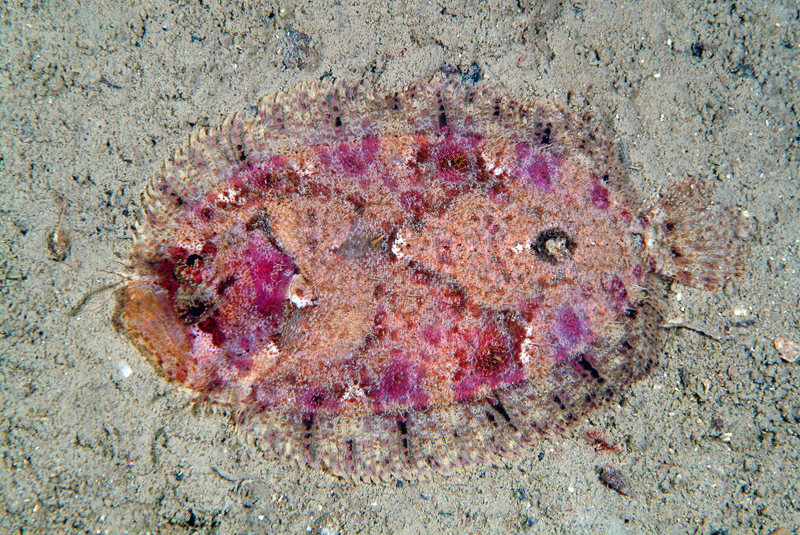
Zeugopterus regius

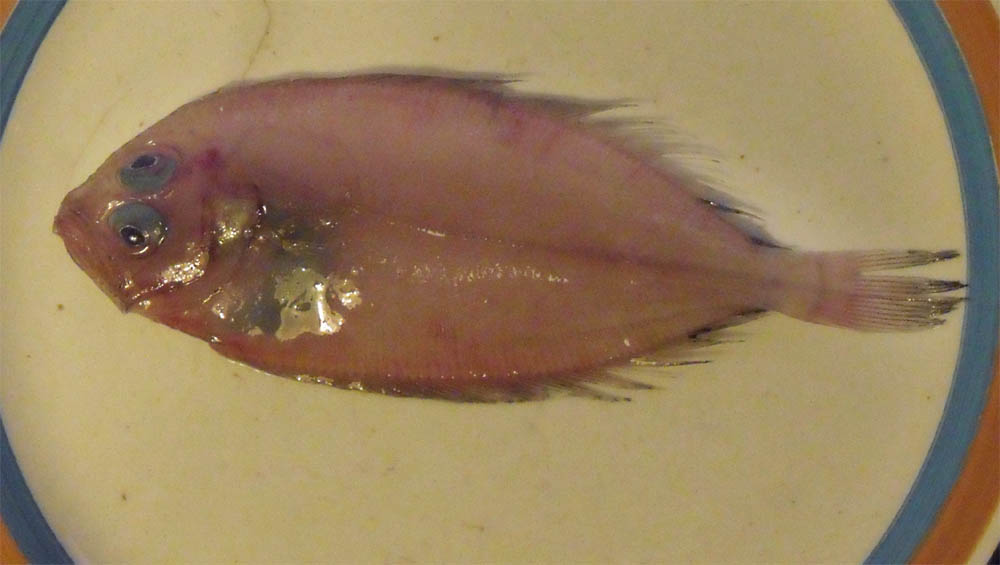
Lepidorhombus boscii

Gli Scophthalmidae sono una famiglia di pesci ossei marini appartenente all'ordine Pleuronectiformes comprendente 4 generi e 9 specie.

## Distribuzione e habitat
La famiglia è endemica del nord Oceano Atlantico, soprattutto orientale, del mar Baltico, del mar Mediterraneo e del mar Nero. Nel mar Mediterraneo sono presenti 6 specie:
- Lepidorhombus boscii
- Lepidorhombus whiffiagonis
- Scophthalmus maximus
- Scophthalmus rhombus
- Zeugopterus punctatus (dubbio per il Mediterraneo[1])
- Zeugopterus regius

a cui deve aggiungersi Scophthalmus maeoticus endemico del mar Nero

## Descrizione
Come tutti i pesci piatti gli Scophthalmidae hanno corpo molto appiattito lateralmente e asimmetrico, con entrambi gli occhi su un lato del corpo detto lato oculare mentre l'altro lato è denominato lato cieco. In questa famiglia il lato oculare è il sinistro. La bocca è ampia, armata o meno di denti, e la mascella inferiore è sporgente. La linea laterale è presente in entrambi i lati. Le pinne non hanno raggi spinosi. Le pinne ventrali hanno base lunga e sono in posizione giugulare, ovvero anteriore alla base delle pinne pettorali. L'ano è sul lato cieco.
Scophthalmus maximus con 100 cm di lunghezza massima è la specie di maggiori dimensioni

## Biologia

### Riproduzione
L'uovo ha una singola goccia oleosa per il galleggiamento.

## Generi e specie
- Genere Lepidorhombus Günther, 1862
  - Lepidorhombus boscii (Risso, 1810)
  - Lepidorhombus whiffiagonis (Walbaum, 1792)
- Genere Phrynorhombus Günther, 1862[5]
  - Phrynorhombus norvegicus (Günther, 1862)[6]
- Genere Scophthalmus Rafinesque, 1810
  - Scophthalmus aquosus (Mitchill, 1815)
  - Scophthalmus maeoticus (Pallas, 1814)
  - Scophthalmus maximus (Linnaeus, 1758)
  - Scophthalmus rhombus (Linnaeus, 1758)
- Genere Zeugopterus Gottsche, 1835
  - Zeugopterus punctatus (Bloch, 1787)
  - Zeugopterus regius (Bonnaterre, 1788)[4]